# Dorthe Hindborg
Dorthe Hindborg (født 3. januar 1968) er en dansk politiker, som var midlertidig stedfortræder i Folketinget for Jens Joel som repræsentant for Socialdemokratiet i Østjyllands Storkreds, grundet Joels barselsorlov i 2020.